# Exetastes albiger
Exetastes albiger är en stekelart som beskrevs av Joseph Kriechbaumer 1886.
Exetastes albiger ingår i släktet Exetastes och familjen brokparasitsteklar. Utöver nominatformen finns också underarten Exetastes albiger bipunctatus.